# Sphedamnocarpus angolensis
Sphedamnocarpus angolensis är en tvåhjärtbladig växtart som först beskrevs av Antoine Laurent de Jussieu, och fick sitt nu gällande namn av Jules Émile Planchon och Daniel Oliver. Sphedamnocarpus angolensis ingår i släktet Sphedamnocarpus och familjen Malpighiaceae. Inga underarter finns listade i Catalogue of Life.